# Bize-Minervois
Bize-Minervois è un comune francese di 1 095 abitanti situato nel dipartimento dell'Aude nella regione dell'Occitania.

## Società

### Evoluzione demografica
Abitanti censiti